# جيمس مونرو ويتفيلد
جيمس مونرو ويتفيلد (بالإنجليزية: James Monroe Whitfield)‏ هو كاتب وشاعر أمريكي، ولد في 10 أبريل 1822، وتوفي في 23 أبريل 1871.